# Thomas Mun
Pour les articles homonymes, voir Mun.
Thomas Mun (17 juin 1571 - 27 juillet 1641), est un homme d'affaires et économiste anglais du XVIIe siècle, qui s'inscrit dans le courant du mercantilisme. Il approfondit les théories quantitativistes.
Il débute dans le commerce en Méditerranée, puis, fortune faite, s'établit à Londres.
Il est un membre éminent de l'"East India Company" et est nommé à la commission du Commerce en 1622. La période de Mun à la tête de cette Compagnie anglaise des Indes orientales coïncide avec une pénurie d'argent en Angleterre, et il s'emploie activement à défendre la pratique commerciale de la Compagnie d'exporter de grandes quantités d'argent.

## Thèses
L'ouvrage de Mun en 1621, A Discourse of Trade from England unto the East Indies, est en grande partie une défense des pratiques de la compagnie. Mais, c'est pour son nEngland's Treasure by Foreign Trade (L'enrichissement de l'Angleterre par le commerce extérieur) qu'il est le plus connu. Quoique sans doute rédigé autour de 1630, l'ouvrage resta inédit jusqu'en 1664, date à laquelle il fut « publié pour le bien public par son fils John » et dédié à Thomas, comte de Southampton, Lord High Treasurer.
Alors que Mun est souvent comparé favorablement à Josiah Child, un autre auteur mercantiliste classique, England’s Treasure fut considéré comme une réfutation directe des thèses de Gerard de Malynes. Dans cet ouvrage, on peut trouver pour la première fois un exposé clair de la théorie de la balance commerciale.
D'après Mun, le commerce était le seul moyen d'enrichir le Trésor anglais et, pour ce faire, il suggérait plusieurs types d'actions :
- Une consommation frugale afin d'accroître le volume de biens disponibles pour l'exportation.
- Une utilisation accrue des terres et des autres ressources naturelles du pays pour réduire le niveau des importations.
- L'abaissement des droits de douane sur les biens produits avec des matériaux étrangers et exportés.
- Une politique vigoureuse en faveur de l'exportation des biens connaissant une demande inélastique en raison de l'accroissement de richesse engendré par des prix plus élevés.

Mun fut aussi parmi les premiers à distinguer l'exportation de services, ou de produits invisibles, comme un commerce de valeur. Il fut reconnu comme le dernier représentant des premiers mercantilistes. Il fut enfin l'un des premiers avocats fervents du capitalisme.

## Œuvres
- A Discourse of Trade from England into the East Indies, 1621
- England's Treasure By Foreign Trade, 1664 (posthume)